# Али Акбар Хашеми Рафсанджани
Али Акбар Хашеми Рафсанджани (на персийски: على أكبر هاشمى رفسنجانى‎; æˈliː ækʲˈbær hɔːʃeˈmiː ræfsænʤɔːˈniː; роден Акбар Хашеми Бахрамани на персийски: اكبر هاشمى بهرمانى; р. 25 август 1938 – п. 8 януари 2017) е влиятелен ирански политик. До смъртта си работи като председател на целесъобразността Съвета на Иран.
Рафсанджани е президент на Иран от 1989 - 1997 г. На президентските избори през 2005 г., се опитва да спечели трети мандат, но бива победен от Ахмадинеджад. Председател е на иранския парламент, висш ирански духовник с титлата аятолах и (от 4 ноември 2007 до 8 март 2011 г.) председател на Съвета на експертите.
Умира на 8 януари 2017 г. в болница в Техеран от сърдечен удар.

## Политическа кариера
Рафсанджани е роден в град Рафсанджан в централната част на Иран. В периода преди Ислямската революция той е арестуван и е лежал в затвора няколко пъти като активист срещу режима Шах Мохамед Реза Пахлави.